# Cryptanthus delicatus
Espèce
Cryptanthus delicatus est une espèce de plantes à fleurs de la famille des Bromeliaceae, endémique du Brésil et décrite en 1995 par le botaniste brésilien Elton Leme.

## Distribution
L'espèce est endémique de l'État de Rio de Janeiro au sud-est du Brésil.

## Description
L'espèce est hémicryptophyte.